# Трушин, Юрий Владимирович (финансист)
Юрий Владимирович Трушин (род. 30 июля 1954, Фролово, Сталинградская область, РСФСР, СССР) — советский и российский государственный деятель; финансист, банкир; Доктор экономических наук.

## Биография
Родился 30 июля 1954 года в г. Фролово Сталинградской области, родители — Трушин Владимир Яковлевич (1912—1973) и Трушина Мария Васильевна (1909—1990).
В 1975 году окончил Саратовский экономический институт (ныне Саратовский социально-экономический институт РЭУ имени Г. В. Плеханова) по специальности «финансы и кредит»; в 1986 году — спецфакультет Московского финансового института (ныне Финансовый университет при Правительстве Российской Федерации) по специальности «экономист-международник». В 2011 году защитил докторскую диссертацию на тему «Экономическое регулирование сельского хозяйства Российской Федерации на основе развития системы кредитования».
По окончании Саратовского экономического института работал в управлении Госбанка СССР по городу Волгограду на должности экономиста. С 1982 года был управляющим Волжским отделением Госбанка СССР.
В апреле-июле 1986 года прошёл практику в Московском народном банке, Лондон, Великобритания.
С 1986 по 1988 год работал в центральном аппарате Госбанка СССР.
С 1988 года Трушин работал в «Агропромбанке», который некоторое время назывался «Россельхозбанк». С 1989 по 1994 год — заместитель председателя правления, с 1994 по январь 1997 года — председатель правления «Агропромбанка».
В конце мая 1996 года от имени президиума координационного совета «Круглого стола бизнеса России» Юрий Трушин подписал заявление в поддержку избрания Б. Н. Ельцина на второй срок.
В 1996 году он выступил с предложением о проведении национализации «Агропромбанка» и 19 июля 1996 года президент Борис Ельцин подписал указ, согласно которому на базе «Агропромбанка» должна быть сформирована национальная кредитно-финансовая система обслуживания товаропроизводителей агропромышленного комплекса, и в этой связи «Агропромбанк» должен перейти под контроль государства.
В октябре 1996 года Трушин был избран первым председателем Межгосударственной ассоциации агропромышленных банков, объединившей агропромышленные банки стран СНГ. С октября 1996 года — член совета по банковской деятельности при Правительстве РФ. С этого же года — член Национального экономического совета.
После перехода в ноябре 1996 года «Агропромбанка» под контроль Столичного банка сбережений и образования банковской группы «СБС-Агро» до апреля 1997 года Юрий Трушин оставался на посту председателя правления «Агропромбанка». С апреля 1997 года являлся заместителем председателя совета директоров группы «СБС-Агро».
В марте 1997 года постановлением Правительства РФ был включен в состав Межведомственного совета по вопросам формирования и использования средств специального фонда для кредитования организаций агропромышленного комплекса на льготных условиях. В ноябре 1998 года был избран председателем правления банка «СБС-Агро».
В январе 1999 года Трушин возглавил совет Международной ассоциации агропромышленных банков (МААБ). В январе 1999 года он был назначен председателем совета директоров «СБС-Агро»; в мае этого же года был освобожден от обязанностей председателя банка «СБС-Агро».
В январе 2000 года Юрия Владимировича назначили председателем правления государственного Российского сельскохозяйственного банка («Россельхозбанк»), но в 2001-м освободили от должности. С октября 2001 года — заместитель председателя правления «Россельхозбанка». С марта 2002 года — председатель совета директоров «Челябкомзембанка». В июне 2004 года вновь занял должность председателя правления «Россельхозбанка». С декабря 2005 года — член Совета директоров ОАО «Россельхозбанк».
В сентябре 2003 года был включён в общефедеральный список партии «Единая Россия» № 8 в региональной группе «Московская область» для участия в выборах в Государственную Думу четвёртого созыва. В ноябре 2005 года стал членом партии «Единая Россия».
C января 2006 года являлся членом Межведомственной рабочей группы по приоритетному национальному проекту «Развитие агропромышленного комплекса». В октябре 2007 года был избран членом Высшего совета партии «Единая Россия».
В августе 2009 года наблюдательный совет «Россельхозбанка» продлил полномочия Трушина на пять лет; в мае 2010 стало известно, что Трушин уходит в отставку, а новым председателем «Россельхозбанка» стал Дмитрий Патрушев — сын секретаря Совета безопасности РФ, бывшего директора ФСБ — Николая Патрушева.
Также Ю. В. Трушин был членом совета директоров и позже — председателем совета директоров «Автобанка». Также являлся членом совета директоров «Токобанка» и председателем совета директоров ОАО «Торговый дом „ЦУМ“».
По состоянию на 2014 год Юрий Трушин проживал в Австрии.
Заслуженный экономист Российской Федерации (2005). Награждён орденами Почёта (1997) и «За заслуги перед Отечеством» 4 степени (2009), а также медалями. За работу по реализации приоритетного национального проекта «Развитие АПК» объявлена благодарность Президента РФ (2007). Победитель Всероссийского конкурса на звание «Лучший банкир России», который проводился по итогам 2009 года.

## Семья
Жена — Трушина Татьяна Александровна, 1956 года рождения, уроженка Новошахтинска Ростовской области.